# Enneapterygius gracilis
Enneapterygius gracilis är en fiskart som beskrevs av Fricke, 1994. Enneapterygius gracilis ingår i släktet Enneapterygius och familjen Tripterygiidae. Inga underarter finns listade i Catalogue of Life.